# Nieuwe Abeele
Nieuw Abeele is een buurtschap in de gemeente Middelburg in de Nederlandse provincie Zeeland. De buurtschap ligt aan de Abeelseweg en de Nieuwe Vlissingseweg.
Voor 1870 was Nieuw Abeele een onderdeel van Groot-Abeele maar door de aanleg van het Kanaal door Walcheren (1870-1873) en de aanleg van de Nieuwe Vlissingseweg (1874) werd het een afzonderlijke kern. Vanaf 1966 behoort het gehucht tot de gemeente Middelburg. Daarvoor lag het in de gemeente Oost- en West-Souburg. Er waren al plannen om het 1941, samen met het noordoostelijke deel van Koudekerke toe te voegen aan Middelburg. Pas in 1966 kwam Nieuw Abeele in Middelburg te liggen. De borden van Nieuw Abeele werden vervangen door die van Middelburg, waardoor het gehucht als een bedreigde plaats kan worden gezien. Zeker aangezien er sindsdien, in tegenstelling tot Oudedorp of Schellach geen historische borden zijn geplaatst, zodat de naam vrijwel nergens meer wordt vermeld. Het wordt desondanks nog als plaats beschouwd, omdat het nog niet is opgeslokt door de stad.

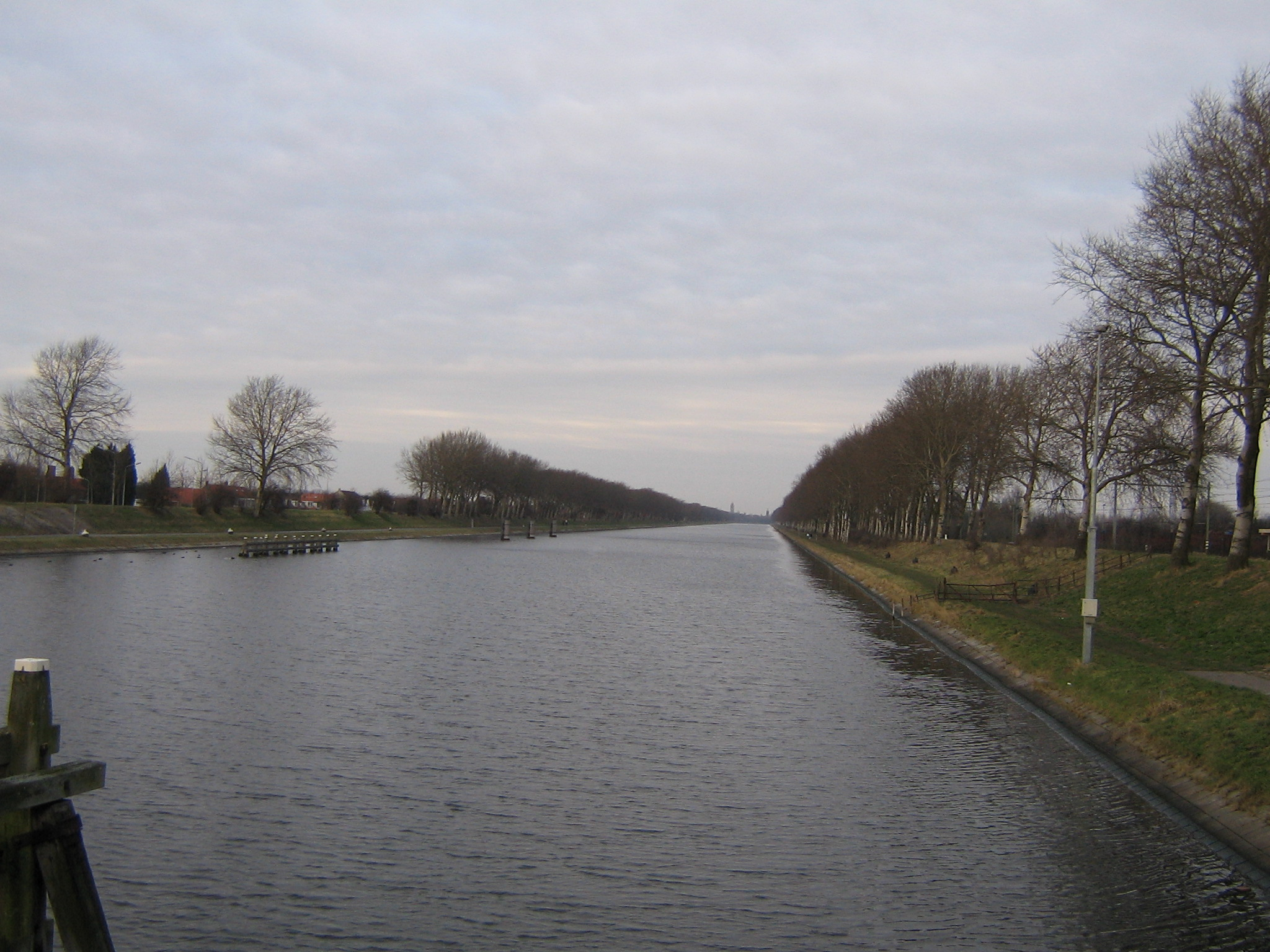
Kanaal door Walcheren